# Atherimorpha grisea
Atherimorpha grisea är en tvåvingeart som först beskrevs av Philippi 1865.  Atherimorpha grisea ingår i släktet Atherimorpha och familjen snäppflugor. Inga underarter finns listade i Catalogue of Life.